# Bertoni (motorfiets)
Bertoni is een Italiaans historisch merk van motorfietsen.
Bertoni maakte sportieve, lichte motorfietsjes in de (in Italië) populaire 160cc-klasse. Ze hadden een tweetaktmotor en een telescoopvork en een swingarm met twee veer/demperelementen. Het merk kon zich echter niet doorzetten: in 1954 begon de productie, maar ze stopte nog in hetzelfde jaar.